# José Luis Moltó
José Luis Moltó est un joueur espagnol de volley-ball né le 29 juin 1975 à Cocentaina (province d'Alicante). Il mesure 2,06 m et joue central. Il totalise 381 sélections en équipe d'Espagne.

## Clubs
| Club                     | Pays     | De        | À          |
| ------------------------ | -------- | --------- | ---------- |
| Numancia Soria           | Espagne  | 1995-1996 | 1998-1999  |
| Unicaja Almeria          | Espagne  | 1999-2000 | 1999-2000  |
| Noliko Maaseik           | Belgique | 2000-2001 | 2000-2001  |
| Paris Volley             | France   | 2001-2002 | 2001-2002  |
| Knack Roeselare          | Belgique | 2002-2003 | 2002-2003  |
| Portol Palma de Majorque | Espagne  | 2003-2004 | 2007-2008  |
| Prisma Martina Franca    | Italie   | 2008-2009 | 2008-2009… |
| TC Vibo Valentia         | Italie   | 2009-2010 | …          |

## Palmarès
- Ligue européenne (1)
  - Vainqueur : 2007
- Championnat d'Europe (1)
  - Vainqueur : 2007
- Championnat d'Espagne (6)
  - Vainqueur : 1996, 1999, 2000, 2006, 2007, 2008
- Championnat de France (1)
  - Vainqueur : 2002
- Championnat de Belgique (1)
  - Vainqueur : 2001
- Coupe de Belgique (1)
  - Vainqueur : 2001
- Coupe du Roi (2)
  - Vainqueur : 2000, 2006